# Округ Клеј (Мисури)
Округ Клеј (енгл. Clay County) је округ у америчкој савезној држави Мисури.

## Демографија
По попису из 2010. године број становника је 221.939, што је 37.933 (20,6%) становника више него 2000. године.
| Група             | 2000.           | 2010.           |
| Белци             | 166.445 (90,5%) | 186.611 (84,1%) |
| Афроамериканци    | 4.894 (2,7%)    | 11.506 (5,2%)   |
| Азијати           | 2.479 (1,3%)    | 4.551 (2,1%)    |
| Хиспаноамериканци | 6.594 (3,6%)    | 13.101 (5,9%)   |
| Укупно            | 184.006         | 221.939         |